# 甯瑞鯉
甯瑞鲤（1550年—17世紀），字壽卿，號顾寅，南直隸廣德州人，民籍，明朝政治人物。

## 生平
嘉靖庚申二月初八日生。萬曆七年（1579年）己卯科應天鄉試第三名舉人，二十三年（1595年）乙未科會試第三十三名，廷試三甲第七十八名進士。兵部觀政，八月授江西南豐縣知縣，升成都府知府，考查清官時名列第一。擢浙江按察司副使，升廣西右參政、分守右江，天啟六年（1626年）十一月升雲南按察使。